# Robert Busnel (sculpteur)
Pour les articles homonymes, voir Robert Busnel et Busnel.
Robert Henri Théodore Busnel, né le 23 juillet 1881 à Rouen et mort le 1er février 1957 à Paris, est un sculpteur français.

## Biographie
Élève d'Alphonse Guilloux, Victor Peter et Jean-Antoine Injalbert, il réalise un groupe La Jeune République protégeant le travail, à l'angle de la rue Eau-de-Robec et de la rue du Pont-de-l'Arquet à Rouen, en 1907. En 1911, il est élève de l'atelier de Jules Coutan à Paris. Il expose au Salon des artistes français dès 1911 et y obtient la médaille d'or en 1923, année où il passe en hors-concours. 
On lui doit essentiellement des bustes mais aussi le monument aux morts de Neuville-aux-Bois ou le monument aux morts de l'église Saint-François du Havre (1932).
Il intervient sur la décoration de l'église Saint-Jean-Eudes de Rouen.
Il réalise le médaillon de la tombe de Robert Antoine Pinchon en 1943.